# Danh sách cầu thủ tham dự giải vô địch bóng đá U-17 thế giới 1997

## Bảng A

### Ai Cập
Huấn luyện viên:  Dr. Mohamed Aly
| Số | Vt | Cầu thủ            | Ngày sinh (tuổi)            | Số trận | Câu lạc bộ    |
| -- | -- | ------------------ | --------------------------- | ------- | ------------- |
| 1  | TM | Ahmed Ekramy       | 10 tháng 7, 1980 (17 tuổi)  |         | Al Ahly       |
| 2  | HV | Abou Gamal         | 27 tháng 10, 1980 (16 tuổi) |         | Zamalek       |
| 3  | HV | Hassan Yasser      | 11 tháng 2, 1980 (17 tuổi)  |         | Al Ahly       |
| 4  | HV | Aly Mostafa        | 11 tháng 4, 1980 (17 tuổi)  |         | Al Ahly       |
| 5  | HV | El Hefnaw Khairy   | 2 tháng 3, 1980 (17 tuổi)   |         | Zamalek       |
| 6  | HV | Hany Saïd          | 22 tháng 4, 1980 (17 tuổi)  |         | Al Ahly       |
| 7  | TV | Saleh Abou (c)     | 21 tháng 3, 1980 (17 tuổi)  |         | Al Ahly       |
| 8  | TV | Abdo Mostafa       | 1 tháng 1, 1980 (17 tuổi)   |         | Zamelak       |
| 9  | TĐ | Ahmed Belal        | 20 tháng 8, 1980 (17 tuổi)  |         | Al Ahly       |
| 10 | TĐ | Mahmoud Arabi      | 20 tháng 1, 1980 (17 tuổi)  |         | Mansoura      |
| 11 | TĐ | Mohamed Abou       | 4 tháng 1, 1980 (17 tuổi)   |         | Zamelak       |
| 12 | HV | Abdellatif Ashraf  | 20 tháng 8, 1980 (17 tuổi)  |         | Zamelak       |
| 13 | HV | Ahmed Amr          | 1 tháng 1, 1980 (17 tuổi)   |         | Al Marsy      |
| 14 | TV | Eid Ezz            | 16 tháng 9, 1980 (16 tuổi)  |         | Al Mokawloon  |
| 15 | TV | Mohamed El Atrawy  | 19 tháng 8, 1981 (16 tuổi)  |         | Ghazl Mehalla |
| 16 | TM | ElSayed Abdelwahid | 12 tháng 1, 1980 (17 tuổi)  |         | El Kroom      |
| 17 | TV | Mosleh El Khatib   | 21 tháng 2, 1980 (17 tuổi)  |         | Mansoura      |
| 18 | TĐ | Mohamed Fadl       | 12 tháng 8, 1980 (17 tuổi)  |         | El Said       |

### Thái Lan
Huấn luyện viên:  Charnwit Polcheewin
| Số | Vt | Cầu thủ                  | Ngày sinh (tuổi)            | Số trận | Câu lạc bộ             |
| -- | -- | ------------------------ | --------------------------- | ------- | ---------------------- |
| 1  | TM | Watcharapong Klahan      | 31 tháng 8, 1980 (17 tuổi)  |         | Thai Farmers Bank F.C. |
| 2  | HV | Suppharoek Ngoenpradap   | 25 tháng 5, 1980 (17 tuổi)  |         | Air Force              |
| 3  | HV | Attakom Senpeng          | 4 tháng 4, 1980 (17 tuổi)   |         | Assamchan              |
| 4  | HV | Kanae Jan-Im             | 25 tháng 6, 1980 (17 tuổi)  |         | Sasana                 |
| 5  | TV | Kay Langkawong           | 21 tháng 12, 1980 (16 tuổi) |         | Thai Farmers Bank F.C. |
| 6  | HV | Sittichai Tididachnarong | 11 tháng 6, 1980 (17 tuổi)  |         | Thai Farmers Bank F.C. |
| 7  | TV | Teerasak Poan (c)        | 18 tháng 5, 1980 (17 tuổi)  |         | Thái Lan               |
| 8  | TĐ | Sutee Suksomkit          | 5 tháng 6, 1980 (17 tuổi)   |         | Thai Farmers Bank F.C. |
| 9  | TĐ | Bamrong Boonprom         | 22 tháng 4, 1980 (17 tuổi)  |         | Bankok Commercial      |
| 10 | TV | Tom Tongdee              | 25 tháng 3, 1980 (17 tuổi)  |         | Thai Farmers Bank F.C. |
| 11 | HV | Apichet Puttan           | 10 tháng 8, 1980 (17 tuổi)  |         | Rachpracha             |
| 12 | HV | Montree Matong           | 16 tháng 8, 1980 (17 tuổi)  |         | Army FC                |
| 13 | TĐ | Sataporn Vajakam         | 22 tháng 9, 1980 (16 tuổi)  |         | Thai Farmers Bank F.C. |
| 14 | TV | Somchai Makmool          | 17 tháng 11, 1980 (16 tuổi) |         | Police FC              |
| 15 | HV | Tanongsak Prajakkata     | 29 tháng 6, 1980 (17 tuổi)  |         | Thai Farmers Bank F.C. |
| 16 | TV | Issara Sritaro           | 18 tháng 1, 1980 (17 tuổi)  |         | Thai Farmers Bank F.C. |
| 17 | TV | Kritsana Wongbudee       | 20 tháng 6, 1980 (17 tuổi)  |         | Thai Farmers Bank F.C. |
| 18 | TM | Boonkong Akbut           | 27 tháng 8, 1980 (17 tuổi)  |         | Thai Farmers Bank F.C. |

### Chile
Huấn luyện viên:  Vladimir Bigorra
| Số | Vt | Cầu thủ                | Ngày sinh (tuổi)            | Số trận | Câu lạc bộ           |
| -- | -- | ---------------------- | --------------------------- | ------- | -------------------- |
| 1  | TM | Marcelo Jélvez         | 23 tháng 10, 1980 (16 tuổi) |         | Universidad de Chile |
| 2  | HV | Cristián Álvarez       | 20 tháng 1, 1980 (17 tuổi)  |         | Universidad Catolica |
| 3  | HV | Claudio Maldonado      | 3 tháng 1, 1980 (17 tuổi)   |         | Colo Colo            |
| 4  | HV | Denis Montecinos       | 23 tháng 1, 1980 (17 tuổi)  |         | Huachipato           |
| 5  | HV | Pablo Díaz             | 23 tháng 5, 1980 (17 tuổi)  |         | Regional Atacama     |
| 6  | TV | Germán Navea           | 10 tháng 2, 1980 (17 tuổi)  |         | Deportes la Serena   |
| 7  | TĐ | Iván Alvarez           | 20 tháng 1, 1980 (17 tuổi)  |         | Universidad Catolica |
| 8  | TV | Alonso Zúñiga          | 23 tháng 3, 1980 (17 tuổi)  |         | Colo Colo            |
| 9  | TĐ | Jorge Guzmán           | 28 tháng 3, 1980 (17 tuổi)  |         | Universidad de Chile |
| 10 | TV | Milovan Mirošević (c)  | 20 tháng 6, 1980 (17 tuổi)  |         | Universidad Catolica |
| 11 | TV | Juan Ribera            | 11 tháng 10, 1980 (16 tuổi) |         | Universidad Catolica |
| 12 | TM | Patricio Vargas        | 2 tháng 8, 1980 (17 tuổi)   |         | O'Higgins            |
| 13 | TV | David Cubillos         | 12 tháng 1, 1980 (17 tuổi)  |         | Colo Colo            |
| 14 | HV | César Pino             | 2 tháng 6, 1980 (17 tuổi)   |         | Universidad de Chile |
| 15 | TV | Rodolfo Madrid         | 14 tháng 5, 1980 (17 tuổi)  |         | Colo Colo            |
| 16 | TĐ | Manuel Villalobos      | 15 tháng 10, 1980 (16 tuổi) |         | Colo Colo            |
| 17 | TĐ | Juan Francisco Viveros | 11 tháng 8, 1980 (17 tuổi)  |         | Huachipato           |
| 18 | TĐ | Juan Úbeda             | 31 tháng 7, 1980 (17 tuổi)  |         | Union Española       |

### Đức
Huấn luyện viên:  Bernd Stoeber
| Số | Vt | Cầu thủ              | Ngày sinh (tuổi)            | Số trận | Câu lạc bộ               |
| -- | -- | -------------------- | --------------------------- | ------- | ------------------------ |
| 1  | TM | Christian Wetklo     | 11 tháng 1, 1980 (17 tuổi)  |         | Schalke 04               |
| 2  | TV | Alexander Hauschild  | 17 tháng 3, 1980 (17 tuổi)  |         | Chemnitzer FC            |
| 3  | HV | Mathias Straub       | 24 tháng 11, 1980 (16 tuổi) |         | VfB Stuttgart            |
| 4  | HV | Michael Zepek        | 19 tháng 1, 1981 (16 tuổi)  |         | Karlsruher SC            |
| 5  | HV | Jens Truckenbrod (c) | 18 tháng 2, 1980 (17 tuổi)  |         | Borussia Mönchengladbach |
| 6  | TV | Marco Christ         | 6 tháng 11, 1980 (16 tuổi)  |         | 1. FC Nürnberg           |
| 7  | TV | Carsten Strasser     | 5 tháng 7, 1980 (17 tuổi)   |         | Carl Zeiss Jena          |
| 8  | TV | Sebastian Kehl       | 13 tháng 2, 1980 (17 tuổi)  |         | Hannover 96              |
| 9  | TĐ | Benjamin Auer        | 11 tháng 1, 1981 (16 tuổi)  |         | 1. FC Kaiserslautern     |
| 10 | TV | Sebastian Deisler    | 5 tháng 1, 1980 (17 tuổi)   |         | Borussia Mönchengladbach |
| 11 | TĐ | Steffen Hofmann      | 9 tháng 9, 1980 (16 tuổi)   |         | Bayern Munich            |
| 12 | TM | Roman Weidenfeller   | 6 tháng 8, 1980 (17 tuổi)   |         | 1. FC Kaiserslautern     |
| 13 | TV | Sebastian Backer     | 5 tháng 9, 1980 (16 tuổi)   |         | Bayern Munich            |
| 14 | TV | Oliver Dittrich      | 16 tháng 4, 1980 (17 tuổi)  |         | Bayer Leverkusen         |
| 15 | TV | Francis Bugri        | 9 tháng 11, 1980 (16 tuổi)  |         | Borussia Dortmund        |
| 16 | HV | Fabío Morena         | 19 tháng 3, 1980 (17 tuổi)  |         | VfB Stuttgart            |
| 17 | TĐ | Michael Miedl        | 10 tháng 7, 1980 (17 tuổi)  |         | 1860 Munich              |
| 18 | TĐ | Silvio Adzić         | 23 tháng 9, 1980 (16 tuổi)  |         | 1. FC Kaiserslautern     |

## Bảng B

### New Zealand
Huấn luyện viên:  Joe McGrath
| Số | Vt | Cầu thủ             | Ngày sinh (tuổi)            | Số trận | Câu lạc bộ           |
| -- | -- | ------------------- | --------------------------- | ------- | -------------------- |
| 1  | TM | Jamie Cross         | 11 tháng 3, 1980 (17 tuổi)  |         | Hawkes Bay JFA       |
| 2  | HV | Peter Hendriks      | 17 tháng 11, 1980 (16 tuổi) |         | Auckland JFA         |
| 3  | HV | Todd Stembridge (c) | 25 tháng 3, 1980 (17 tuổi)  |         | Hawkes Bay JFA       |
| 4  | HV | Ben Sigmund         | 3 tháng 2, 1981 (16 tuổi)   |         | Canterbury JFA       |
| 5  | TV | Mitesh Krishna      | 16 tháng 9, 1980 (16 tuổi)  |         | Auckland JFA         |
| 6  | TV | Mike Wilson         | 25 tháng 11, 1980 (16 tuổi) |         | Mana JFA             |
| 7  | TV | Robert Clark        | 12 tháng 11, 1980 (16 tuổi) |         | North Harbour JFA    |
| 8  | TĐ | Kenton McCarrison   | 4 tháng 9, 1980 (17 tuổi)   |         | North Harbour JFA    |
| 9  | TĐ | Rodney Mays         | 27 tháng 11, 1980 (16 tuổi) |         | Hutt Valley JFA      |
| 10 | TĐ | Blair Scadden       | 26 tháng 8, 1981 (16 tuổi)  |         | Canterbury JFA       |
| 11 | TV | Joshua Stick        | 12 tháng 2, 1980 (17 tuổi)  |         | North Harbour JFA    |
| 12 | TĐ | Marc Foote          | 9 tháng 3, 1980 (17 tuổi)   |         | Hawkes Bay JFA       |
| 13 | TV | Daniel Aliaga       | 19 tháng 2, 1980 (17 tuổi)  |         | Auckland JFA         |
| 14 | TV | Greg Williams       | 30 tháng 11, 1980 (16 tuổi) |         | North Harbour JFA    |
| 15 | TV | Jared Medhurst      | 28 tháng 1, 1980 (17 tuổi)  |         | Auckland JFA         |
| 16 | TV | Chris Root          | 1 tháng 12, 1980 (16 tuổi)  |         | Counties-Manukau JFA |
| 17 | TV | Shaun Easthope      | 23 tháng 5, 1981 (16 tuổi)  |         | Hutt Valley JFA      |
| 18 | TM | Michael Osborn      | 10 tháng 12, 1980 (16 tuổi) |         | Hutt Valley JFA      |

### Mali
Huấn luyện viên:  Mamadou Coulibaly
| Số | Vt | Cầu thủ              | Ngày sinh (tuổi)            | Số trận | Câu lạc bộ     |
| -- | -- | -------------------- | --------------------------- | ------- | -------------- |
| 1  | TM | Yacouba Koné         | 4 tháng 3, 1980 (17 tuổi)   |         | Tata National  |
| 2  | HV | Abdoulaye Coulibaly  | 17 tháng 4, 1980 (17 tuổi)  |         | AS Real        |
| 3  | HV | Sékou Fofana         | 26 tháng 9, 1980 (16 tuổi)  |         | AS Commune II  |
| 4  | HV | Adama Coulibaly      | 9 tháng 10, 1980 (16 tuổi)  |         | Djoliba        |
| 5  | TV | Sega Diakité         | 14 tháng 11, 1980 (16 tuổi) |         | AS Kolais      |
| 6  | TV | Bakou Tounkara       | 13 tháng 6, 1980 (17 tuổi)  |         | Djoliba        |
| 7  | TĐ | Aboubacar Guindo     | 30 tháng 5, 1981 (16 tuổi)  |         | AJ Auxere      |
| 8  | TV | Mahamadou Diarra     | 18 tháng 5, 1981 (16 tuổi)  |         | CSK Bamako     |
| 9  | TĐ | Drissa Coulibaly     | 4 tháng 11, 1982 (14 tuổi)  |         | Djoliba        |
| 10 | TV | Seydou Keita         | 13 tháng 12, 1981 (15 tuổi) |         | CSK Bamako     |
| 11 | TV | Youssouf Coulibaly   | 5 tháng 8, 1981 (16 tuổi)   |         | Djoliba        |
| 12 | HV | Amadou Coulibaly     | 5 tháng 12, 1981 (15 tuổi)  |         | CSK Bamako     |
| 13 | HV | Abdoulaye Camara (c) | 2 tháng 1, 1980 (17 tuổi)   |         | Onze Createurs |
| 14 | TĐ | Mamadou Diarra       | 8 tháng 1, 1980 (17 tuổi)   |         | Stade Malien   |
| 15 | TV | Sékou Koné           | 10 tháng 3, 1981 (16 tuổi)  |         | CSK Bamako     |
| 16 | TM | Bourama Dembele      | 30 tháng 11, 1980 (16 tuổi) |         | Djoliba        |
| 17 | TV | Alfousseini Karambe  | 2 tháng 12, 1980 (16 tuổi)  |         | AJ Auxere      |
| 18 | TM | Mamadou Thiam        | 7 tháng 4, 1981 (16 tuổi)   |         | CSK Bamako     |

### México
Huấn luyện viên:  Jorge Vantolra
| Số | Vt | Cầu thủ            | Ngày sinh (tuổi)            | Số trận | Câu lạc bộ |
| -- | -- | ------------------ | --------------------------- | ------- | ---------- |
| 1  | TM | Jesús Corona       | 26 tháng 1, 1981 (16 tuổi)  |         | Atlas      |
| 2  | HV | Mario Peña         | 5 tháng 7, 1980 (17 tuổi)   |         | UNAM       |
| 3  | HV | Pedro Peñaloza     | 19 tháng 3, 1980 (17 tuổi)  |         | UNAM       |
| 4  | HV | Omar Jaime         | 20 tháng 4, 1982 (15 tuổi)  |         | Monterrey  |
| 5  | HV | Saul Salcedo       | 8 tháng 10, 1980 (16 tuổi)  |         | Monterrey  |
| 6  | TV | Santos Glodias     | 30 tháng 6, 1980 (17 tuổi)  |         | UNAM       |
| 7  | TV | Juan Manuel García | 18 tháng 2, 1980 (17 tuổi)  |         | Atlas      |
| 8  | TV | Luis Pérez (c)     | 12 tháng 1, 1981 (16 tuổi)  |         | Necaxa     |
| 9  | TĐ | José Osorio        | 4 tháng 11, 1980 (16 tuổi)  |         | UNAM       |
| 10 | TĐ | Edwin Santibáñez   | 1 tháng 2, 1980 (17 tuổi)   |         | America    |
| 11 | TĐ | Omar Gomez         | 6 tháng 1, 1980 (17 tuổi)   |         | Monterrey  |
| 12 | TM | Jorge Espinosa     | 17 tháng 9, 1980 (16 tuổi)  |         | UNAM       |
| 13 | HV | Ivan Bernal        | 9 tháng 5, 1980 (17 tuổi)   |         | Toluca     |
| 14 | HV | Eduardo Rergis     | 31 tháng 12, 1980 (16 tuổi) |         | Veracruz   |
| 15 | TĐ | Fernando Arce      | 24 tháng 4, 1980 (17 tuổi)  |         | America    |
| 16 | TV | Luis González      | 28 tháng 6, 1980 (17 tuổi)  |         | UNAM       |
| 17 | TV | Ricardo Martínez   | 9 tháng 1, 1980 (17 tuổi)   |         | Monterrey  |
| 18 | HV | Oscar Mascorro     | 11 tháng 2, 1980 (17 tuổi)  |         | Monterrey  |

### Tây Ban Nha
Huấn luyện viên:  Juan Santisteban
| Số | Vt | Cầu thủ            | Ngày sinh (tuổi)            | Số trận | Câu lạc bộ       |
| -- | -- | ------------------ | --------------------------- | ------- | ---------------- |
| 1  | TM | Iker Casillas      | 20 tháng 5, 1981 (16 tuổi)  |         | Real Madrid      |
| 2  | TĐ | Sergio Santamaría  | 16 tháng 7, 1980 (17 tuổi)  |         | Barcelona        |
| 3  | HV | Zuhaitz Gurrutxaga | 23 tháng 11, 1980 (16 tuổi) |         | Real Sociedad    |
| 4  | HV | Ander (c)          | 27 tháng 8, 1980 (17 tuổi)  |         | Real Sociedad    |
| 5  | HV | Juan José Camacho  | 2 tháng 8, 1980 (17 tuổi)   |         | Real Zaragoza    |
| 6  | TV | Corona             | 12 tháng 2, 1981 (16 tuổi)  |         | Real Madrid      |
| 7  | TĐ | Iván López         | 3 tháng 12, 1980 (16 tuổi)  |         | Valencia         |
| 8  | TV | David Sousa        | 3 tháng 2, 1980 (17 tuổi)   |         | Real Madrid      |
| 9  | TV | Nelo               | 20 tháng 2, 1981 (16 tuổi)  |         | Valencia         |
| 10 | TĐ | David              | 24 tháng 10, 1980 (16 tuổi) |         | Real Madrid      |
| 11 | TV | Miguel Mateos      | 17 tháng 10, 1980 (16 tuổi) |         | Real Madrid      |
| 12 | HV | Blas               | 10 tháng 9, 1980 (16 tuổi)  |         | Lleida           |
| 13 | TM | Daniel Roiz        | 24 tháng 6, 1980 (17 tuổi)  |         | Racing Santander |
| 14 | HV | Iván Sánchez       | 7 tháng 8, 1980 (17 tuổi)   |         | Real Zaragoza    |
| 15 | TĐ | Iván Royo          | 5 tháng 8, 1980 (17 tuổi)   |         | Real Zaragoza    |
| 16 | HV | César Navas        | 14 tháng 2, 1980 (17 tuổi)  |         | Real Madrid      |
| 17 | TV | Xavi               | 25 tháng 1, 1980 (17 tuổi)  |         | Barcelona        |
| 18 | TV | Francisco Gallardo | 13 tháng 1, 1980 (17 tuổi)  |         | Sevilla          |

## Bảng C

### Oman
Huấn luyện viên:  Colin Dobson
| Số | Vt | Cầu thủ              | Ngày sinh (tuổi)            | Số trận | Câu lạc bộ    |
| -- | -- | -------------------- | --------------------------- | ------- | ------------- |
| 1  | TM | Badar Juma Subait    | 6 tháng 12, 1981 (15 tuổi)  |         | Al Kamil      |
| 2  | HV | Adnan Al-Araimi      | 17 tháng 4, 1980 (17 tuổi)  |         | Al Orouba     |
| 3  | HV | Juma Al-Mukhaini     | 9 tháng 4, 1980 (17 tuổi)   |         | Al Orouba     |
| 4  | HV | Zayidi Zayid         | 17 tháng 12, 1980 (16 tuổi) |         | Boushar       |
| 5  | HV | Mohd Al-Hadabi       | 9 tháng 6, 1980 (17 tuổi)   |         | Fanja         |
| 6  | TV | Mahfoudh Al-Mukhaini | 8 tháng 8, 1980 (17 tuổi)   |         | Al Orouba     |
| 7  | TV | Jamal Nabi           | 22 tháng 12, 1981 (15 tuổi) |         | Boshar        |
| 8  | TV | Ahmed Ba             | 10 tháng 11, 1981 (15 tuổi) |         | Dhofar Salala |
| 9  | TĐ | Hashim Saleh         | 15 tháng 10, 1981 (15 tuổi) |         | Al Nasr       |
| 10 | TV | Salah Al-Amri        | 2 tháng 7, 1980 (17 tuổi)   |         | Mirbat        |
| 11 | TĐ | Saif Al-Ghafri       | 26 tháng 2, 1981 (16 tuổi)  |         | Dhofar Salala |
| 12 | HV | Mohd Jaman           | 10 tháng 5, 1981 (16 tuổi)  |         | Al Ittihad    |
| 13 | TĐ | Jabir Al-Saadi       | 3 tháng 3, 1981 (16 tuổi)   |         | Barka         |
| 14 | TV | Mohsin Al-Harbi (c)  | 22 tháng 9, 1980 (16 tuổi)  |         | Sur           |
| 15 | HV | Talal Al-Farsi       | 27 tháng 11, 1980 (16 tuổi) |         | Al Orouba     |
| 16 | TM | Hassan Al-Naemi      | 20 tháng 7, 1980 (17 tuổi)  |         | Suweiq        |
| 17 | HV | Radhwan Nairooz      | 9 tháng 10, 1980 (16 tuổi)  |         | Al Nasr       |
| 18 | HV | Khalid Al-Yaarabi    | 27 tháng 2, 1980 (17 tuổi)  |         | Nizwa         |

### Hoa Kỳ
Huấn luyện viên:  Jay Miller
| Số | Vt | Cầu thủ            | Ngày sinh (tuổi)            | Số trận | Câu lạc bộ                |
| -- | -- | ------------------ | --------------------------- | ------- | ------------------------- |
| 1  | TM | Kyle Singer        | 6 tháng 8, 1980 (17 tuổi)   |         | St. Crox                  |
| 2  | HV | Aaron Thomas       | 21 tháng 7, 1980 (17 tuổi)  |         | FC Delco                  |
| 3  | HV | Danny Califf       | 17 tháng 3, 1980 (17 tuổi)  |         | Canyon Classic            |
| 4  | HV | Beckett Hollenbach | 17 tháng 2, 1980 (17 tuổi)  |         | FC Delco                  |
| 5  | TV | Kevin Wilson       | 25 tháng 7, 1980 (17 tuổi)  |         | Upland Celtic             |
| 6  | TV | Luís González      | 14 tháng 7, 1980 (17 tuổi)  |         | Strike Force              |
| 7  | HV | Nick Downing (c)   | 25 tháng 1, 1980 (17 tuổi)  |         | Crossfire Sounders        |
| 8  | TV | Steve Totten       | 7 tháng 1, 1980 (17 tuổi)   |         | Princeton Union           |
| 9  | TV | Nozomu Yamauchi    | 16 tháng 2, 1980 (17 tuổi)  |         | Raleigh Caps              |
| 10 | TĐ | Charles Rupsis     | 21 tháng 4, 1980 (17 tuổi)  |         | Bolletieri Sports Academy |
| 11 | TV | Marshall Leonard   | 29 tháng 12, 1980 (16 tuổi) |         | Atlanta Lightining        |
| 12 | TV | Fausto Villegas    | 10 tháng 9, 1980 (16 tuổi)  |         | Redwood City              |
| 13 | TĐ | Taylor Twellman    | 29 tháng 2, 1980 (17 tuổi)  |         | Scott Gallagher           |
| 14 | TĐ | Matthew Monsibais  | 17 tháng 10, 1980 (16 tuổi) |         | Upland Celtic             |
| 15 | TĐ | Alberto Gutiérrez  | 5 tháng 6, 1980 (17 tuổi)   |         | Upland Celtic             |
| 16 | TĐ | Gus Kartes         | 19 tháng 10, 1981 (15 tuổi) |         | Olympiakos                |
| 17 | TV | Brian Purcell      | 6 tháng 2, 1980 (17 tuổi)   |         | FC East Bay               |
| 18 | TM | Bryheem Hancock    | 1 tháng 3, 1980 (17 tuổi)   |         | FC Delawere               |

### Áo
Huấn luyện viên:  Paul Gludovatz
| Số | Vt | Cầu thủ             | Ngày sinh (tuổi)            | Số trận | Câu lạc bộ               |
| -- | -- | ------------------- | --------------------------- | ------- | ------------------------ |
| 1  | TM | Hans-Peter Berger   | 28 tháng 9, 1981 (15 tuổi)  |         | Wustenrot Salzburg       |
| 2  | HV | Yalcin Demir        | 14 tháng 1, 1980 (17 tuổi)  |         | BNZ Oberosterreich       |
| 3  | HV | Bernd Kren          | 10 tháng 12, 1980 (16 tuổi) |         | Admira Wacker            |
| 4  | HV | Christian Mikula    | 23 tháng 12, 1980 (16 tuổi) |         | BNZ Áo Menphis           |
| 5  | TV | Martin Stranzl (c)  | 16 tháng 6, 1980 (17 tuổi)  |         | 1860 Munich              |
| 6  | HV | Thomas Eder         | 25 tháng 12, 1980 (16 tuổi) |         | BNZ Salzburg             |
| 7  | TV | Gerald Krajić       | 3 tháng 12, 1980 (16 tuổi)  |         | BNZ Áo Menphis           |
| 8  | TV | Juergen Kampel      | 28 tháng 1, 1981 (16 tuổi)  |         | BNZ Karten               |
| 9  | TĐ | Christoph Froch     | 31 tháng 7, 1980 (17 tuổi)  |         | SV Mattersburg           |
| 10 | TĐ | Lukas Habeler       | 3 tháng 8, 1980 (17 tuổi)   |         | Admira Wacker            |
| 11 | TĐ | Michael Moerz       | 2 tháng 4, 1980 (17 tuổi)   |         | SV Mattersburg           |
| 12 | TV | Paul Scharner       | 11 tháng 3, 1980 (17 tuổi)  |         | BNZ Áo Menphis           |
| 13 | HV | Thomas Schmidhuber  | 2 tháng 1, 1980 (17 tuổi)   |         | BNZ Salzburg             |
| 14 | TV | Ivan Kristo         | 4 tháng 2, 1980 (17 tuổi)   |         | BNZ Vorarlberg           |
| 15 | TĐ | Wolfgang Mair       | 17 tháng 2, 1980 (17 tuổi)  |         | Tirol Innsbruck          |
| 16 | TĐ | Alexander Ziervogel | 20 tháng 1, 1981 (16 tuổi)  |         | Admira Wacker            |
| 17 | TV | Kai Schoppitsch     | 5 tháng 2, 1980 (17 tuổi)   |         | Áo Klagenfurt            |
| 18 | TM | Klemens Schimpl     | 5 tháng 5, 1980 (17 tuổi)   |         | Sparkasse Eintracht Wels |

### Brasil
Huấn luyện viên:  Carlos Cesar Ramos
| Số | Vt | Cầu thủ           | Ngày sinh (tuổi)           | Số trận | Câu lạc bộ        |
| -- | -- | ----------------- | -------------------------- | ------- | ----------------- |
| 1  | TM | Fábio             | 30 tháng 7, 1980 (17 tuổi) |         | União Bandeirante |
| 2  | HV | Andrey            | 17 tháng 3, 1980 (17 tuổi) |         | São Paulo         |
| 3  | HV | Rogério           | 5 tháng 2, 1980 (17 tuổi)  |         | Palmeiras         |
| 4  | HV | Fernando          | 25 tháng 2, 1980 (17 tuổi) |         | Flamengo          |
| 5  | TV | Abel              | 17 tháng 7, 1980 (17 tuổi) |         | Vasco da Gama     |
| 6  | HV | Jorginho Paulista | 20 tháng 2, 1980 (17 tuổi) |         | Palmeiras         |
| 7  | TV | Diogo Rincón      | 18 tháng 4, 1980 (17 tuổi) |         | Internacional     |
| 8  | TV | Ferrugem (c)      | 6 tháng 10, 1980 (16 tuổi) |         | Palmeiras         |
| 9  | TĐ | Fábio Pinto       | 9 tháng 10, 1980 (16 tuổi) |         | Internacional     |
| 10 | TĐ | Ronaldinho        | 21 tháng 3, 1980 (17 tuổi) |         | Grêmio            |
| 11 | TV | Matuzalém         | 10 tháng 6, 1980 (17 tuổi) |         | Vitória           |
| 12 | TM | Raniere           | 16 tháng 8, 1980 (17 tuổi) |         | América MG        |
| 13 | HV | Flávio            | 12 tháng 3, 1980 (17 tuổi) |         | Fluminense        |
| 14 | HV | Henrique          | 6 tháng 3, 1980 (17 tuổi)  |         | Vasco da Gama     |
| 15 | TV | Gavião            | 2 tháng 2, 1980 (17 tuổi)  |         | Grêmio            |
| 16 | TV | Adiel             | 13 tháng 8, 1980 (17 tuổi) |         | Santos            |
| 17 | TĐ | Geovanni          | 11 tháng 1, 1980 (17 tuổi) |         | Cruzeiro          |
| 18 | TĐ | Anaílson          | 8 tháng 3, 1980 (17 tuổi)  |         | Rio Branco-SP     |

## Bảng D

### Argentina
Huấn luyện viên:  José Pekerman
| Số | Vt | Cầu thủ              | Ngày sinh (tuổi)           | Số trận | Câu lạc bộ              |
| -- | -- | -------------------- | -------------------------- | ------- | ----------------------- |
| 1  | TM | Franco Costanzo      | 5 tháng 9, 1980 (16 tuổi)  |         | River Plate             |
| 2  | HV | Cristian Grabinski   | 12 tháng 1, 1980 (17 tuổi) |         | Newell's Old Boys       |
| 3  | HV | Roberto Chaparro     | 30 tháng 4, 1980 (17 tuổi) |         | Huracán                 |
| 4  | HV | Juan Ramón Fernández | 5 tháng 3, 1980 (17 tuổi)  |         | Estudiantes de La Plata |
| 5  | TV | Guillermo Pereyra    | 20 tháng 2, 1980 (17 tuổi) |         | River Plate             |
| 6  | HV | Gabriel Milito       | 7 tháng 9, 1980 (16 tuổi)  |         | Independiente           |
| 7  | TĐ | Julio Marchant       | 11 tháng 1, 1980 (17 tuổi) |         | Boca Juniors            |
| 8  | TV | Maximiliano Cejas    | 7 tháng 2, 1980 (17 tuổi)  |         | Estudiantes de La Plata |
| 9  | TĐ | Luciano Galletti     | 9 tháng 4, 1980 (17 tuổi)  |         | Estudiantes de La Plata |
| 10 | TĐ | Livio Prieto         | 31 tháng 7, 1981 (16 tuổi) |         | Deportivo Español       |
| 11 | TV | Guillermo Santo      | 4 tháng 6, 1980 (17 tuổi)  |         | Platense                |
| 12 | TM | Lucas Vivas          | 4 tháng 1, 1980 (17 tuổi)  |         | Lanús                   |
| 13 | HV | José Belforti        | 7 tháng 4, 1981 (16 tuổi)  |         | Argentinos Juniors      |
| 14 | TĐ | Ernesto Farías       | 29 tháng 5, 1980 (17 tuổi) |         | Estudiantes de La Plata |
| 15 | TV | Luis Zubeldía        | 13 tháng 1, 1981 (16 tuổi) |         | Lanús                   |
| 16 | HV | Javier Almirón       | 9 tháng 2, 1980 (17 tuổi)  |         | Lanús                   |
| 17 | TV | Ezequiel González    | 10 tháng 7, 1980 (17 tuổi) |         | Rosario Central         |
| 18 | TĐ | Mauro Marchano       | 17 tháng 5, 1980 (17 tuổi) |         | Rosario Central         |

### Ghana
Huấn luyện viên:  Emmanuel Afranie
| Số | Vt | Cầu thủ           | Ngày sinh (tuổi)            | Số trận | Câu lạc bộ         |
| -- | -- | ----------------- | --------------------------- | ------- | ------------------ |
| 1  | TM | Osei Boateng      | 19 tháng 5, 1981 (16 tuổi)  |         | Great Olympics     |
| 2  | HV | Isaac Owusu       | 6 tháng 9, 1980 (16 tuổi)   |         | Industria          |
| 3  | HV | Abdul Razak       | 2 tháng 10, 1980 (16 tuổi)  |         | Ebusua Dwarfs      |
| 4  | TV | Awule Quaye       | 24 tháng 9, 1980 (16 tuổi)  |         | Great Olympics     |
| 5  | HV | Abdul Issah       | 4 tháng 11, 1980 (16 tuổi)  |         | Goldfields Obuasi  |
| 6  | HV | Hamza Mohammed    | 5 tháng 11, 1980 (16 tuổi)  |         | Real Tamale United |
| 7  | TĐ | Wisdom Abbey      | 30 tháng 10, 1980 (16 tuổi) |         | Goldfields Obuasi  |
| 8  | TV | Abubakari Yakubu  | 13 tháng 12, 1981 (15 tuổi) |         | Great Olympics     |
| 9  | TV | Emmanuel Adjogu   | 2 tháng 10, 1980 (16 tuổi)  |         | Hearts of Oak      |
| 10 | TĐ | Godwin Attram (c) | 7 tháng 8, 1980 (17 tuổi)   |         | Great Olympics     |
| 11 | TV | Aziz Ansah        | 7 tháng 10, 1980 (16 tuổi)  |         | Great Olympics     |
| 12 | TĐ | Laryea Kingston   | 7 tháng 11, 1980 (16 tuổi)  |         | Great Olympics     |
| 13 | TĐ | Johnson Eklu      | 17 tháng 9, 1980 (16 tuổi)  |         | Mighty Jets        |
| 14 | HV | Akwasi Okyere     | 1 tháng 10, 1980 (16 tuổi)  |         | Anderlecht         |
| 15 | HV | Daniel Quaye      | 25 tháng 12, 1980 (16 tuổi) |         | Great Olympics     |
| 16 | TM | Gariba Abubakari  | 21 tháng 11, 1980 (16 tuổi) |         | Afienya United     |
| 17 | TĐ | Michael Coffie    | 2 tháng 9, 1980 (17 tuổi)   |         | Ebusua Dwarfs      |
| 18 | TĐ | Owusu Afriyie     | 1 tháng 9, 1980 (17 tuổi)   |         | Hearts of Oak      |

### Costa Rica
Huấn luyện viên:  Armando Rodríguez Chacon
| Số | Vt | Cầu thủ            | Ngày sinh (tuổi)            | Số trận | Câu lạc bộ          |
| -- | -- | ------------------ | --------------------------- | ------- | ------------------- |
| 1  | TM | Jairo Villegas     | 16 tháng 2, 1980 (17 tuổi)  |         | Cartagines          |
| 2  | HV | Sergio Molina      | 25 tháng 2, 1981 (16 tuổi)  |         | (No Club)           |
| 3  | TM | Adolfo Quesada     | 26 tháng 9, 1980 (16 tuổi)  |         | (No Club)           |
| 4  | HV | Allan Melendez (c) | 19 tháng 7, 1980 (17 tuổi)  |         | Saprissa            |
| 5  | TV | Alonso Alfaro      | 16 tháng 3, 1981 (16 tuổi)  |         | Herediano           |
| 6  | HV | Robert Arias       | 18 tháng 3, 1980 (17 tuổi)  |         | Herediano           |
| 7  | TV | Fabío Vargas       | 6 tháng 2, 1980 (17 tuổi)   |         | Cartagines          |
| 8  | TĐ | Esteban Santana    | 6 tháng 4, 1980 (17 tuổi)   |         | Saprissa            |
| 9  | TV | Rodolfo Rodríguez  | 27 tháng 2, 1980 (17 tuổi)  |         | Saprissa            |
| 10 | TĐ | José Ugarte        | 11 tháng 2, 1980 (17 tuổi)  |         | (No Club)           |
| 11 | TV | Mínor Díaz         | 26 tháng 12, 1980 (16 tuổi) |         | Cartagines          |
| 12 | TV | Eric López         | 2 tháng 5, 1980 (17 tuổi)   |         | Herediano           |
| 13 | TV | Willy Hidalgo      | 29 tháng 4, 1980 (17 tuổi)  |         | Saprissa            |
| 14 | TĐ | José Navarro       | 29 tháng 5, 1980 (17 tuổi)  |         | Cartagines          |
| 15 | HV | Juan Esquivel      | 12 tháng 8, 1980 (17 tuổi)  |         | Saprissa            |
| 16 | TV | Michale Monge      | 12 tháng 3, 1980 (17 tuổi)  |         | Saprissa            |
| 17 | TV | Eddie Garro        | 18 tháng 4, 1980 (17 tuổi)  |         | Juventud Generaleña |
| 18 | HV | Wilson Perez       | 3 tháng 1, 1982 (15 tuổi)   |         | Alajuelense         |

### Bahrain
Huấn luyện viên:  Aziz Amin
| Số | Vt | Cầu thủ             | Ngày sinh (tuổi)            | Số trận | Câu lạc bộ |
| -- | -- | ------------------- | --------------------------- | ------- | ---------- |
| 1  | TM | Abdul Karim         | 13 tháng 5, 1980 (17 tuổi)  |         | Al Hilal   |
| 2  | HV | Mohamed Husain      | 31 tháng 7, 1980 (17 tuổi)  |         | Al Ahly    |
| 3  | HV | Karim Sultan        | 19 tháng 4, 1980 (17 tuổi)  |         | Busaiteen  |
| 4  | TV | Khaled Yusuf        | 11 tháng 11, 1980 (16 tuổi) |         | Busaiteen  |
| 5  | HV | Ali Ali             | 13 tháng 3, 1980 (17 tuổi)  |         | Al Hilal   |
| 6  | HV | Ebrahim Al Mishkhas | 7 tháng 7, 1980 (17 tuổi)   |         | Al Hilal   |
| 7  | TV | Sayed Jalal (c)     | 5 tháng 11, 1980 (16 tuổi)  |         | Al Hilal   |
| 8  | TĐ | Ali Abdulla         | 5 tháng 2, 1980 (17 tuổi)   |         | East Riffa |
| 9  | TĐ | Hasan Ahmed         | 22 tháng 2, 1981 (16 tuổi)  |         | Sanabis    |
| 10 | TĐ | Yaser Amer          | 15 tháng 5, 1980 (17 tuổi)  |         | Isa Town   |
| 11 | HV | Ateeq Saad          | 2 tháng 11, 1980 (16 tuổi)  |         | Est Riffa  |
| 12 | TĐ | Sayed Hameed        | 23 tháng 8, 1980 (17 tuổi)  |         | Malika     |
| 13 | TV | Ali Hadi            | 13 tháng 4, 1981 (16 tuổi)  |         | Sitra      |
| 14 | HV | Maitham Ahmed       | 4 tháng 7, 1980 (17 tuổi)   |         | Al Hilal   |
| 15 | TĐ | Salah Rashed        | 27 tháng 1, 1980 (17 tuổi)  |         | Qalali     |
| 16 | TV | Mohamed Salmeen     | 4 tháng 11, 1980 (16 tuổi)  |         | Muharraq   |
| 17 | HV | Rashid Al-Dosari    | 24 tháng 3, 1980 (17 tuổi)  |         | Muharraq   |
| 18 | TM | Ali Abdulla         | 26 tháng 9, 1980 (16 tuổi)  |         | Al Ahly    |